# هونریک

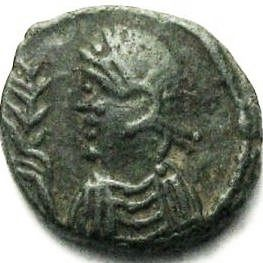
هونریک پادشاه وندال‌ها و آلان‌ها از ۴۷۷ تا ۴۸۴

هونریک با دیکتهٔ Huneric یا Honeric (درگذشتهٔ ۲۳ دسامبر ۴۸۴) پادشاه وندال‌ها و آلان‌ها از ۴۷۷ تا ۴۸۴ بود.

## زندگینامه
هونریک بزرگترین پسر گایسریک، پادشاه وندال‌ها بود که پس از مرگ پدر در سال ۴۷۷ میلادی به پادشاهی رسید. او با چشم‌پوشیدن از سیاست‌های سلطه‌گرایانهٔ پدرش بیشتر توجه خود را معطوف مسائل داخلی نمود. هونریک در حدود سال ۴۶۰ میلادی با اودوچیا ــ دختر والنتینیان سوم امپراتور روم غربی و لیچینیا ائودوکسیا ــ ازدواج کرد و آندو صاحب فرزند پسری به‌نام هیلدریک شدند. با وجود این احتمالاً اودوچیا، هونریک را در سال ۴۷۲ میلادی ترک نمود.

## سلطنت
هونریک یکی از پیروان پرشور مذهب آریانیسم بود، با وجود این او در آغاز سلطنتش کارهای مثبت چندی در ارتباط با جمعیت رومیان منطقه انجام داد. او به‌دنبال ملاقات با هیأت دیپلماتیک امپراتوری روم شرقی، آنچه را که پدرش از بازرگان کارتاژی به‌غنیمت گرفته‌بود به آنان پس داد. هونریک همچنین با کنارگذاردن سیاست اذیت و آزار مردمان کاتولیک‌مذهب منطقه، به آنان اجازهٔ برگزاری شورایی کلیسایی را داد که در این شورا پس از ۲۴ سال وقفه، اوجنیوس به‌عنوان اسقف کاتولیک جدید کارتاژ انتخاب شد. اما چندی از انتخاب اوجنیوس نگذشته بود که هونریک تغییر موضع داده و آزار و اذیت کاتولیک‌ها را بار دیگر از سر گرفت. او حتی تا آنجا پیش رفت که بتواند اموال کاتولیک‌ها را به‌نفع دولت مصادره نماید، اما وقتی با اعتراض شدید امپراتور روم شرقی مواجه شد تصمیم گرفت تا به‌جای آن، شماری از کاتولیک‌ها را به استان‌های دوردست تبعید کند. او در ۱ فوریهٔ ۴۸۴ ترتیب ملاقات اسقف‌های کاتولیک با اسقف‌های آریان را داد اما در ۲۴ فوریهٔ همان سال، او اسقف‌های کاتولیک را از مقام خود خلع و به کورسیکا تبعید نمود. در این بین تنی چند نیز همچون ویکتوریان (فرماندار سابق)، فرومنتیوس و دیگر بازرگانان ثروتمندی که از پذیرش آریانیسم سر باززده‌بودند در هادرومنتوم به‌قتل رسیدند. او علاوه بر این شماری از اعضای دودمان هاسدینگی، از قبایل جنوبی وندال را نیز کشت و به آزار مانویان پرداخت.
با وجود این در اواخر حکومت هونریک، مورهای ساکن در کوه‌های اورس (در الجزایر امروزی) علیه وندال‌ها شوریدند و توانستند خود را از سلطهٔ آنان خارج سازند.
هونریک در دسامبر ۴۸۴ مرد و چون فردی ستمکار بود، اندک کسانی ــ چه از وندال‌ها و چه دیگر اقوام زیردست او ــ بر مرگش گریستند. پس از او برادرزاده‌اش گونتاموند به پادشاهی وندال‌ها رسید و تا ۴۹۶ حکومت کرد.